# Фиркович, Авраам Самуилович
Авраа́м Самуи́лович (Само́йлович) Фирко́вич (др.-евр. אברהם בן שמואל פירכוויץ‬, псевд.-акроним Э́вен Реше́ф (др.-евр. אבן רשף‬ − метеор); 2 сентября 1787, Луцк — 17 (29) июня 1874, Чуфут-Кале) — караимский учёный и путешественник, писатель и археолог, собиратель древних рукописей, газзан. Севастопольской 1-й гильдии купец. 

## Научная деятельность
Первый его печатный труд, «Маса у-Мрива» (др.-евр. מַסָה וּמְרִיבָה‬ − «Испытания и споры»; Евпатория, 1838), посвящён защите караимского вероучения и полемике с евреями-раввинистами. Своим резким тоном это произведение вызвало негодование даже у караимского духовенства во главе с гахамом Симхой Бабовичем, приказавшим конфисковать и уничтожить все имевшиеся в типографии экземпляры. По мнению историка М. Гаммала и А. Кефели, реальной причиной уничтожения всего тиража книги было то, что Фиркович в своём произведении также подверг критике христианство и ислам.
В 1830—1831 годах, посетив Палестину и Константинополь, Авраам Фиркович собрал коллекцию старинных рукописей, относящихся к еврейской и караимской литературе.
Когда в 1839 году в городе Одессе было основано Общество истории и древностей, Фиркович получил командировку для собирания караимских древностей от главы Караимского Духовного правления, Симхи Бабовича, получившего запрос генерал-губернатора Новороссийского края графа М. С. Воронцова по поводу этнического происхождения караимов. После двухгодичного странствования по Крыму, Кавказу, а также Палестине и Египту, Фирковичу удалось составить богатую коллекцию старинных книг, рукописей и надгробных надписей, между которыми наиболее замечательная найденная, вероятно, в Крыму рукопись Ветхого Завета (с особой пунктуацией арамейского текста), многие самаритянские рукописи и памятники арабской и персидской письменности. Большая часть этих коллекций была приобретена для Императорской Публичной библиотеки в 1862 и 1876 годах и ныне хранится в Российской национальной библиотеке.
Открытие А. Фирковичем для науки и исследование древнейших памятников родового кладбища караимов в Иосафатовой долине стало научной сенсацией, вызвало глубокий интерес и получило высокую оценку ещё при жизни учёного такими гебраистами XIX века, как Б. Штерн, С. Пинскер, Р. Рабинович.
На основании этих находок Фиркович сделал заявление о том, что караимы жили в Крыму до рождества Христова и поэтому не должны нести ответственность за распятие Христа. В 1855 году караимы Тракая обратились к российским властям с просьбой: на основании фундаментальных находок Фирковича перестать называть их «евреями-караимами» и называть просто «караимами». Фиркович в 1857 году присоединяется к этой просьбе. На его письмо царскому правительству последовал положительный ответ. В это же время он даёт интервью В. В. Сырокомле, в котором рассказывает о караимских воинах, пленённых Витовтом и привезённых в Литву, чтобы охранять Тракайский замок.
После опубликования интервью Сырокомлей, подверженный критике еврейских и польских историков Фиркович публикует опровержение в еврейской газете «Ха-Мелиц».
В 1872 году Фиркович публикует книгу под заглавием «Авне Зиккарон» (др.-евр. אבני זכרון‬ — «Памятные Камни») с описанием своих крымских находок. Коллекции Фирковича обратили на себя внимание ориенталистов; исследованием и описанием их занимались Д. А. Хвольсон, А. Я. Гаркави, Г. Штрак, А. А. Куник и другие. В коллекциях Фирковича оказалось много ценного материала для истории и литературы евреев Передней Азии и Египта, включая памятники, относящиеся к крымским караимам, позднейшего происхождения.
Уже после смерти Фирковича гебраист Авраам Яковлевич Гаркави написал труд «Древнееврейские памятники из Крыма», в котором обвинил Фирковича в фальсификации (изменениях в датах и именах на некоторых рукописях и надгробиях), мотивируя это утилитарной целью, которую преследовал Фиркович: доказательством того, что караимы поселились в Крыму до Рождества Христова и, как не участвовавшие в распятии Спасителя, не должны подвергаться одинаковым с евреями ограничениям. Профессор Даниил Хвольсон выступил в поддержку находок А. Фирковича, написав в 1884 году свой фундаментальный труд, в котором он низлагает все доводы А. Гаркави на мнимую фальсификацию. Он также обнаружил древние памятники, которые не заметил А. Фиркович. В то же время в этом своём труде Хвольсон счёл несколько эпитафий, найденных Фирковичем, сомнительными. Кроме того, Хвольсон уличил А. Гаркави в его собственной подделке рукописей А. Фирковича, единственным хранителем которых он был. В связи с тем, что А. Гаркави начал обвинять А. Фирковича в фальсификации только после его смерти, последователи Фирковича приписывают ему корыстные побуждения.. Впрочем, по некоторым свидетельствам, перед смертью А. Гаркави признался, что обвинял А. Фирковича напрасно. В научной перепалке А. Гаркави и Д. Хвольсона бросается в глаза их личная неприязнь друг к другу, разменной монетой которой оказался А. Фиркович. В защиту правильности датировок Фирковича караимским учёным Ю. М. Кокизовым был составлен «Караимский календарь на 2200 лет». Некоторые из караимских памятников Мангупа, „подтверждающие“ караимское поселение на Мангупе ещё в IX веке н. э., были открыты уже после А. Фирковича Ф. А. Брауном.
Спор относительно подлинности памятников и рукописей Собраний А. Фирковича вызвал в 1870—1880-х годах довольно обширную литературу и продолжается по сей день.
Интересно по этому поводу мнение научного сотрудника Государственной Публичной библиотеки имени М. Е. Салтыкова-Щедрина В. В. Лебедева, который, исследуя рукописи «фонда Фирковича», пришёл к выводу о том, что нет оснований немногочисленные имеющиеся там подделки приписывать лично Фирковичу; скорее, это дело рук предыдущих владельцев, рассчитывавших таким образом увеличить цену манускриптов.
Михаил Носоновский пишет: "Следует отметить, что сегодня известно, что Гаркави был сверхподозрителен ко всем материалам Фирковича, известны случаи, когда он объявлял поддельными даты на рукописях, позднее признанных подлинными. К этому можно добавить, что журнал "Еврейская Старина" и сборник "Регесты и надписи" выпускались Еврейским Историко-Этнографическим Обществом, идеологическая позиция которого априори ближе к активисту еврейской общины А. Гаркави, чем к крестившемуся профессору Петербургского университета и Духовной семинарии, члену правительственных цензурных комиссий по еврейским делам Д. Хвольсону. Все это, на мой взгляд, свидетельствует о том, что вопрос о научном наследии Хвольсона не столь однозначен, как считают некоторые наши московские и израильские коллеги, полагающие, что все материалы Хвольсона не заслуживают внимания".
Что же касается крымчаков, то Фиркович утверждал, что они являются потомками караимов, принявших раббанитский иудаизм. Ссылаясь на В. В. Григорьева, караимами Фиркович признавал и жителей Хазарского каганата.
Оппоненты Фирковича оспаривают это заключение, ссылаясь на переписку Хасдая ибн Шапрута с хазарским царем, в соответствии с которой хазары приняли раббанитский иудаизм. По мнению Гаркави, даже караимской религии в период обращения каганата ещё не существовало.

### Труды Авраама Фирковича
- Сефер Масса умрива, т. е. Покушения и споры = ספר מסה ומריבה (иврит). — Евпатория: Типография купца Мордхая Тиришкана, 1838. — 156 с.
- Авел кавед, т. е. Надгробные плачи = אבל כבד (иврит). — Одесса: Типография М. А. Бейлинсона, 1866. — 23 с.
- Bne Reschep = בני רשף (иврит) / סמולנסקין, פרץ בן משה. — Wien, 1871. — 44 с.
- Сидур тефилот гакараим, т. е. Порядок Молитв Для Караимов = סדור תפלות הקראים לכל השנה (иврит). — Вильна: Типография С. И. Фина и А. Г. Розенкранца, 1871. — 140 с.
- Сефер Авнэ-Зикарон. Сборник надгробных Еврейских надписей на Крымском полуострове, собранных учёным караимом Авраамом Фирковичем = ספר אבני זכרון (иврит). — Вильна: Типография С. И. Фина и А. Г. Розенкранца, 1872. — 256 с.
- תקנות אב"ן רש"ף // Abraham Firkowitsch, das religiöse Oberhaupt der Karäer (иврит) / Ad. Jellinek. — Wien, 1875.
- Порядок молитв для караимов, составленный вкратце Гахамом и главным учителем караимов Авраамом Самойловичем Фирковичем / пер. И. Б. Н. Фирковича. — Царицын: Типолитография В. Р. Фёдоровой, 1901. — 293 с.

### О собрании Фирковича, полемика
- Гурлянд И. Собрание Израиля = גנזי ישראל בס'ט פיטרבורג (иврит). — СПб.: Типография М. Эттингера, 1866. — Т. 4. — 52 с.
- Гурлянд И. Краткое описание математических, астрономических и астрологических еврейских рукописей из коллекции Фирковичей, хранящейся в Императорской Публичной Библиотеке в С.-Петербурге. — СПб.: Типография Императорской Академии Наук, 1866. — 59 с.
- Дейнард Э. Толдот Абен Решеф. Биография А. Фирковича = תולדות א'בן רש'ף (иврит). — Варшава: Типография И. Гольдмана, 1875. — 32 с.
- Кахана Д. Дела Авраама Фирковича = ספר מעשי אבן רשף (иврит). — Вена: Типография Г. Берга, 1884. — 36 с.
- Кокизов Ю. Д. Сорок четыре надгробных памятника из Крыма с караимского кладбища в Чуфут-Кале и тридцать две надписи на памятниках с особенным древним летоисчислением и календарём, служащими доказательством о подлинности находящихся на этом кладбище древних памятников. — СПб.: типо-лит. И. Лурье и К°, 1910. — 48 с.
- Кокизов Ю. Д. В защиту памяти А. Фирковича // Караимская жизнь. — М., 1912. — № 7 (декабрь). — С. 52—62.
- Куник А. Тохтамыш и Фиркович : По поводу спора о двух искажённых еврейских надписях и двух вымышленных летосчислениях. — СПб., 1876. — 64 с.
- Хвольсон Д. А. Восемнадцать еврейских надгробных надписей из Крыма, служащих материалом для объяснения некоторых вопросов, касающихся библейской хронологии, семитической палеографии, древней этнографии и истории Южной России. — СПб.: тип. М. Эттингера, 1866. — 188 с.
- Хвольсон Д. А. Сборник еврейских надписей, содержащих надгробные надписи из Крыма и надгробные и другие надписи из иных мест, в древнем еврейском квадратном шрифте, также и образцы шрифтов из рукописей от IX—XV столетия, собранные и объясненные Д.А. Хвольсоном, заслуженным ординарным профессором при С.-Петербургском университете. — СПб.: тип. Имп. Акад. наук, 1884. — Стб. 528.
- О собрании рукописей и других древностей, предложенных гг. Фирковичами в продажу Императорской Публичной библиотеке : Донесение академиков Броссе, Куника, Шифнера и Вельяминова-Зернова. — СПб., 1869. — 13 с.